# 生育控制
生育控制（英語：Birth control），也稱為避孕，是避免懷孕的方式或設備。從遠古時代以來，人類就嘗試用多種方式避孕，但一直到20世紀才出現有效的方式。有些文化因為宗教因素、道德因素或是政治因素，會限制避孕或不鼓勵避孕。
最有效的避孕方式是男性輸精管結紮術及女性輸卵管結紮術等絕育手術、子宮避孕器（IUD）及植入避孕。再來就是許多荷爾蒙避孕法，包括复合口服避孕药、避孕贴、陰道環及注射避孕。效果比較差的方式包括保險套、避孕海绵、避孕隔膜等物理性阻隔方式、排卵期測定及推算安全期避孕法。效果最差的方式包括殺精劑以及男性進行体外排精（在射精前將陰莖移出陰道）。其中絕育手術是最有效的，但多半是不可逆的。其他的方式都是可逆的，多半是停止避孕方式即可。像使用男性或女性保險套的安全性行為也可以預防性傳染疾病。其他的避孕方式不一定可以預防性病傳播。若是已經有未避孕的性行為，在幾天內進行紧急避孕也可以避免懷孕。有些人認為禁慾也是一種避孕的方式，但也有人認為對青少年教導不含避孕方式的純潔教育，可能會因無法遵守，仍有性行為，而又沒有避孕的情形下造成未成年懷孕。
未成年懷孕造成不好影響的風險較高。良好的性教育以及讓避孕用具容易取得，可以減少此年齡層非計畫性懷孕的比例。大多數的避孕方式，都一樣適用在年輕人身上，但像子宮避孕器、植入避孕及陰道環等長效可逆避孕對降低未成年懷孕較有幫助。產婦在分娩之後若沒有哺乳，在四到六週後就可能因為性行為而再次懷孕，有些避孕方式可以在分娩後立刻進行，有些方式則需要在分娩後延後一段時間（最長六週）後才能進行。若是在哺乳的女性，比較建議用仅孕酮避孕的方式，較不建議用复合口服避孕药。若是已到更年期的女性，建議在最後一次月經結束後一年之內都要進行避孕。
在開發中國家約有2.22億的女性想要避孕，但並未使用任何一種現代的避孕方式。因為避孕，開發中國家孕产妇死亡的比例降低了四成（2008年約減少了27萬人死亡），若所有想要避孕的女性都可以使用現代避孕方式，孕产妇死亡比例可降低七成.。藉由延長二次懷孕之間的間隔時間，避孕可以改善成年婦女分娩的結果，並提高其新生兒的存活率。在開發中國家，隨著避孕較容易進行，女性的收入、資產、身高體重指數、及其兒女的就學及健康情形都有改善。避孕可以使需撫養的兒女數量減少、婦女參與勞動力的比例提高，需使用的稀缺資源也減少，甚至可以增加經濟成長。

## 避孕方式
| 避孕方式                     | 一般使用 | 正確使用 |
| ---------------------------- | -------- | -------- |
| 未避孕                       | 85%      | 85%      |
| 複合式避孕藥                 | 9%       | 0.3%     |
| 只有黃體激素                 | 13%      | 1.1%     |
| 節育手術(女性)               | 0.5%     | 0.5%     |
| 節育手術(男性)               | 0.15%    | 0.1%     |
| 保險套(女性)                 | 21%      | 5%       |
| 保險套(男性)                 | 18%      | 2%       |
| 銅質器子宮內避孕器           | 0.8%     | 0.6%     |
| 人工合成黃體素之子宮內避孕器 | 0.2%     | 0.2%     |
| 避孕貼片                     | 9%       | 0.3%     |
| 陰道避孕環                   | 9%       | 0.3%     |
| 荷爾蒙注射劑 (Depo Provera)  | 6%       | 0.2%     |
| 皮下注入避孕棒               | 0.05%    | 0.05%    |
| 避孕隔膜和殺精劑             | 12%      | 6%       |
| 安全期避孕法                 | 24%      | 0.4–5%   |
| 性交中斷法                   | 22%      | 4%       |
| 泌乳停經法(半年期的失敗率)   | 0-7.5%   | <2%      |

避孕措施包括屏障法、賀爾蒙類避孕措施、子宮內避孕器、結紮、以及性行為控制法。這些措施是在性行為之前或性行為當中使用，而事後避孕措施則在性行為後數天仍有避孕效果。避孕成效的定義是使用該避孕方法後的第一年懷孕率，有時候也反應成功率很高的避孕方法的終身避孕率，像是結紮手術。
最有效的避孕措施是長效型的避孕器，是不需要持續回診追蹤的避孕措施。長效型避孕措施如手術結紮術、皮下植入型賀爾蒙避孕棒，以及子宮內避孕器的第一年避孕失敗率皆小於1%。若嚴格使用賀爾蒙口服避孕藥、賀爾蒙貼片、陰道內避孕環、和泌乳停經法，也可以讓第一年的避孕失敗率小於1%(使用泌乳停經法則是前六個月的避孕失敗率小於1%）。當以上避孕措施是採取一般使用時，第一年的避孕失敗率高達9%，原因常常是因為不正確的使用方式。其他避孕措施像是保險套、避孕隔膜、殺精劑，即便在採取完美使用時，皆有較高的第一年避孕失敗率。美國小兒科醫學會建議，長效可逆的避孕措施是年輕族群的第一線避孕方法。
雖然所有的避孕措施皆有一些潛在的副作用，但這些風險比懷孕帶來的風險還低。當停止或移除許多避孕的措施，像是口服避孕藥、子宮內避孕器、皮下植入避孕棒、或賀爾蒙注射劑，未來一年的懷孕率和沒有使用避孕措施的人的懷孕率是一樣的。
對於有特定健康問題的人，在使用一些避孕措施前可能需要進一步的檢查。對於健康的女性，許多避孕措施不需要健康檢查就可開始使用，像是口服避孕藥、賀爾蒙注射劑、皮下植入避孕棒、和保險套。舉例而言，在開始使用口服避孕藥前進行骨盆腔檢查、乳房檢查、或血液檢查，並不會影響使用成效。2009年世界衛生組織公布了一系列各種避孕措施的適用醫學標準。

### 賀爾蒙類避孕措施
賀爾蒙類避孕措施有許多種類型，像是口服避孕藥、皮下植入型避孕棒等避孕植入物、注射劑、避孕贴、子宮內避孕器、和陰道內避孕環。這些避孕措施通常只適用於女性，因女性的生育能力會受體內賀爾蒙含量所控制，而男性的生育能力則不會。不過，目前適用於男性的賀爾蒙類避孕措施也開始進入臨床測試。口服避孕藥有兩種，一種是複合型口服避孕藥（包含雌激素和黃體素），另一種是只含有黃體素的口服避孕藥（有時稱為迷你避孕藥）。兩種口服避孕藥若在懷孕時服用，皆不會增加流產或胎兒先天異常的機會。兩種避孕藥預防授精的方式為抑制排卵和增加子宮頸分泌液的黏性，因而降低精子進入的機會。它們的效度取決於使用者是否記得在固定的時間服用口服避孕藥。它們也會改變子宮內膜，進而降低著床率。
複合型賀爾蒙避孕措施會增加發生動脈和靜脈血栓的風險。當使用複合型賀爾蒙避孕措施時，每一萬名婦女中發生靜脈血栓的平均風險從2.8位增加到9.8位，不過此數目依然低於懷孕時的靜脈血栓風險。因此，大於三十五歲並且持續抽菸的女性不建議使用複合型賀爾蒙避孕措施。因為複合型賀爾蒙避孕措施會增加血栓風險，在一些評估血栓風險的計算公式中（如DASH score和PERC rule）均將賀爾蒙的使用列入計分。
賀爾蒙避孕措施對性慾的影響因人而異。大部分人的性慾不會受到影響，而在一些人的性慾會因其增加或降低。複合型口服避孕藥會降低卵巢癌和子宮內膜癌的風險，且不會改變乳癌的發生風險。賀爾蒙避孕措施常會減少月經血量和經痛的發生。和含有高劑量雌激素賀爾蒙避孕措施相比，從陰道內避孕環釋放的低劑量雌激素會降低乳房脹痛、噁心、和頭痛的症狀。

僅含黃體素的口服避孕藥、賀爾蒙注射劑（Depo provera）、和子宮內避孕器不會增加血栓的發生風險，因此可以使用於曾經有過靜脈血栓病史的女性。至於曾經有過動脈血栓病史的女性則只能使用不含賀爾蒙的避孕措施或使用僅含黃體素的避孕措施（賀爾蒙注射劑［Depo Provera］除外）。僅含黃體素的口服避孕藥可以改善經期時的症狀，也可以使用於哺乳時的女性，因為不會減少母乳的分泌。當使用僅含黃體素的口服避孕藥時可能會發生不規則陰道出血的症狀，一些使用者甚至會出現無月經的情形。兩種黃體素drospirenone和desogestrel雖然會減少雄性性徵的副作用，但會增加血栓的風險，因此不是避孕措施中的第一線用藥。賀爾蒙注射劑（Depo Provera）在採取完美使用時的第一年失敗率是0.2%，而在採取典型使用時的第一年失敗率則是6%。

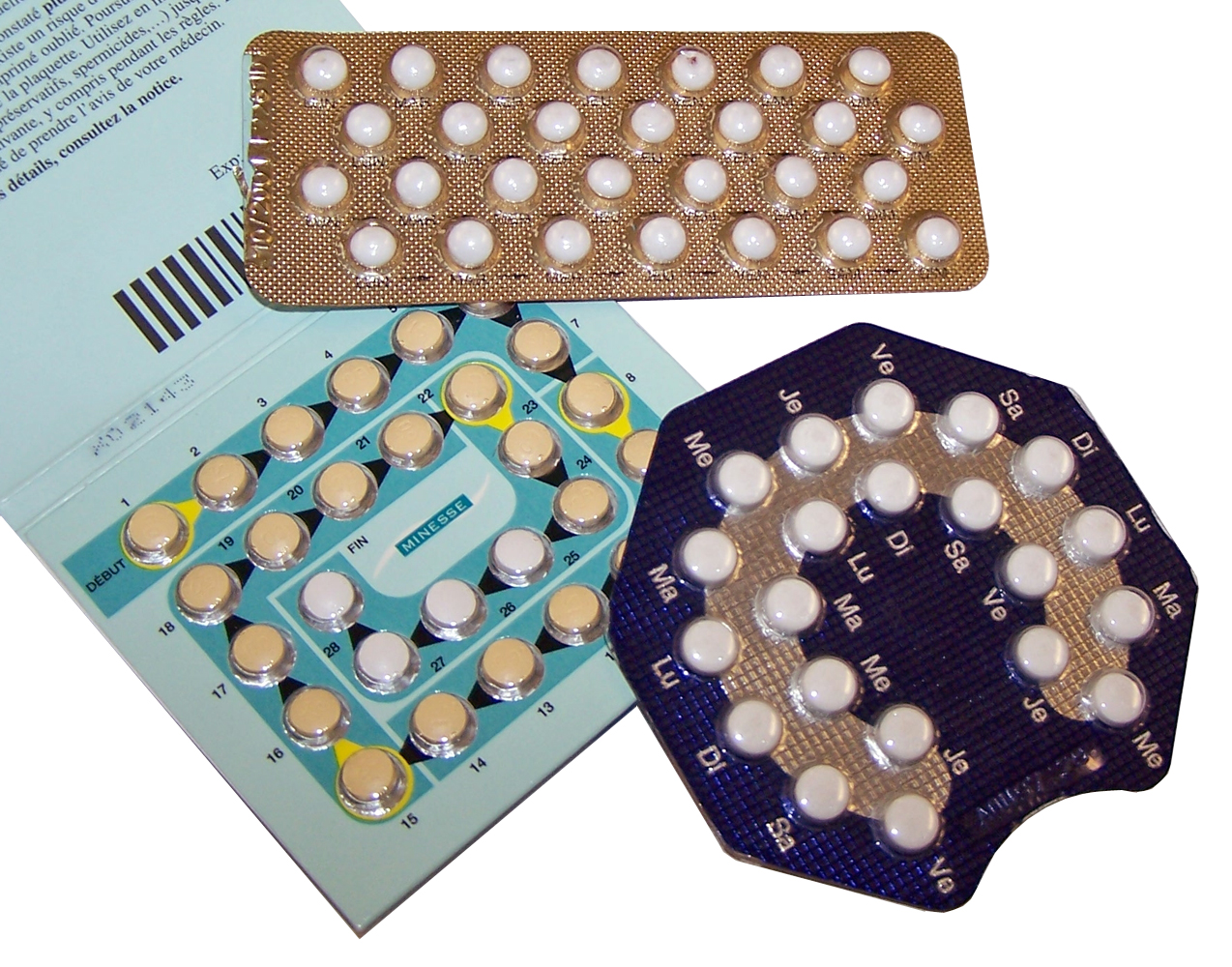
三種不同包裝的避孕藥。為了讓使用者準時服藥，大多數的避孕藥包裝上都附有日曆。
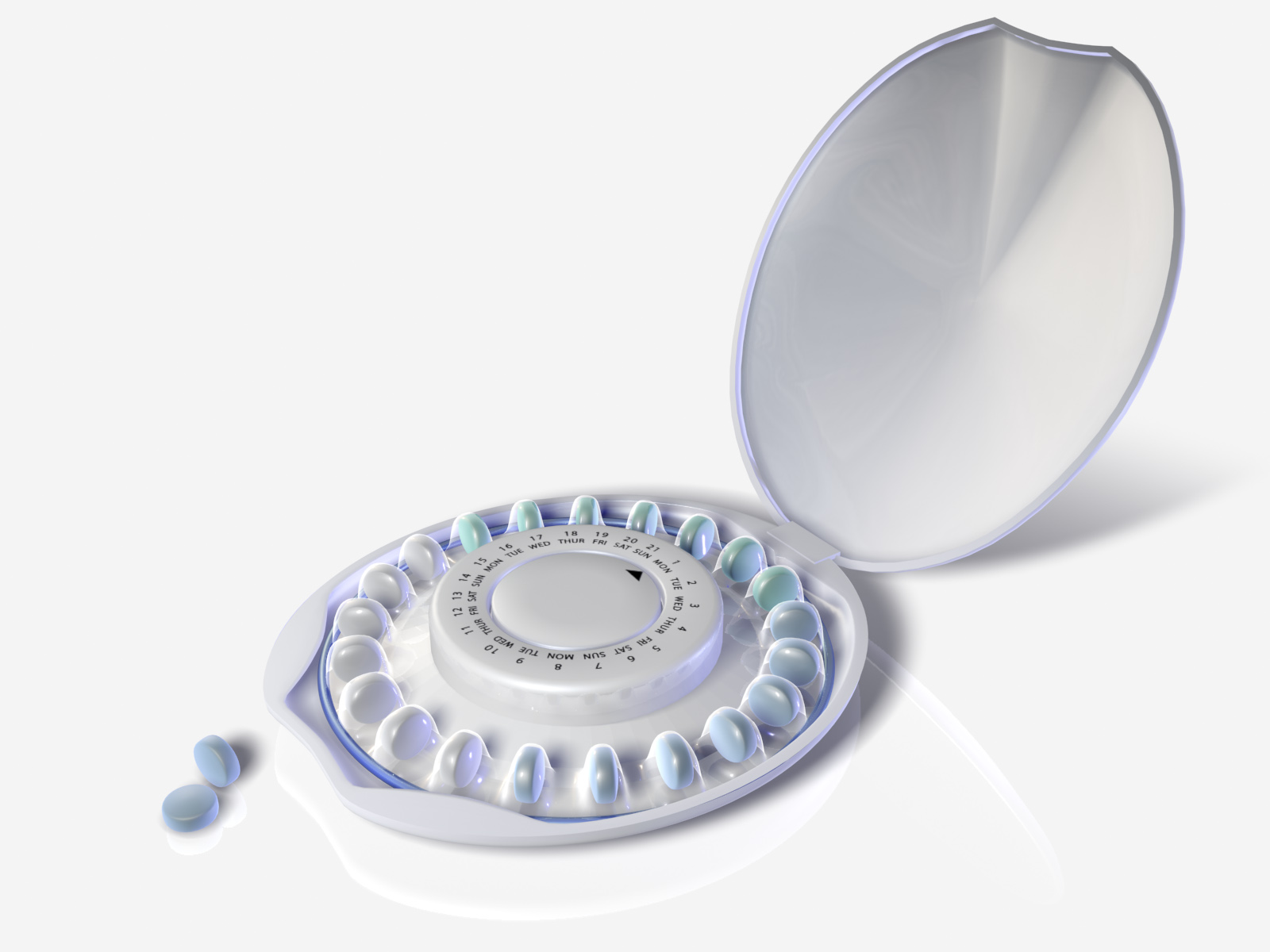
新型避孕藥包裝
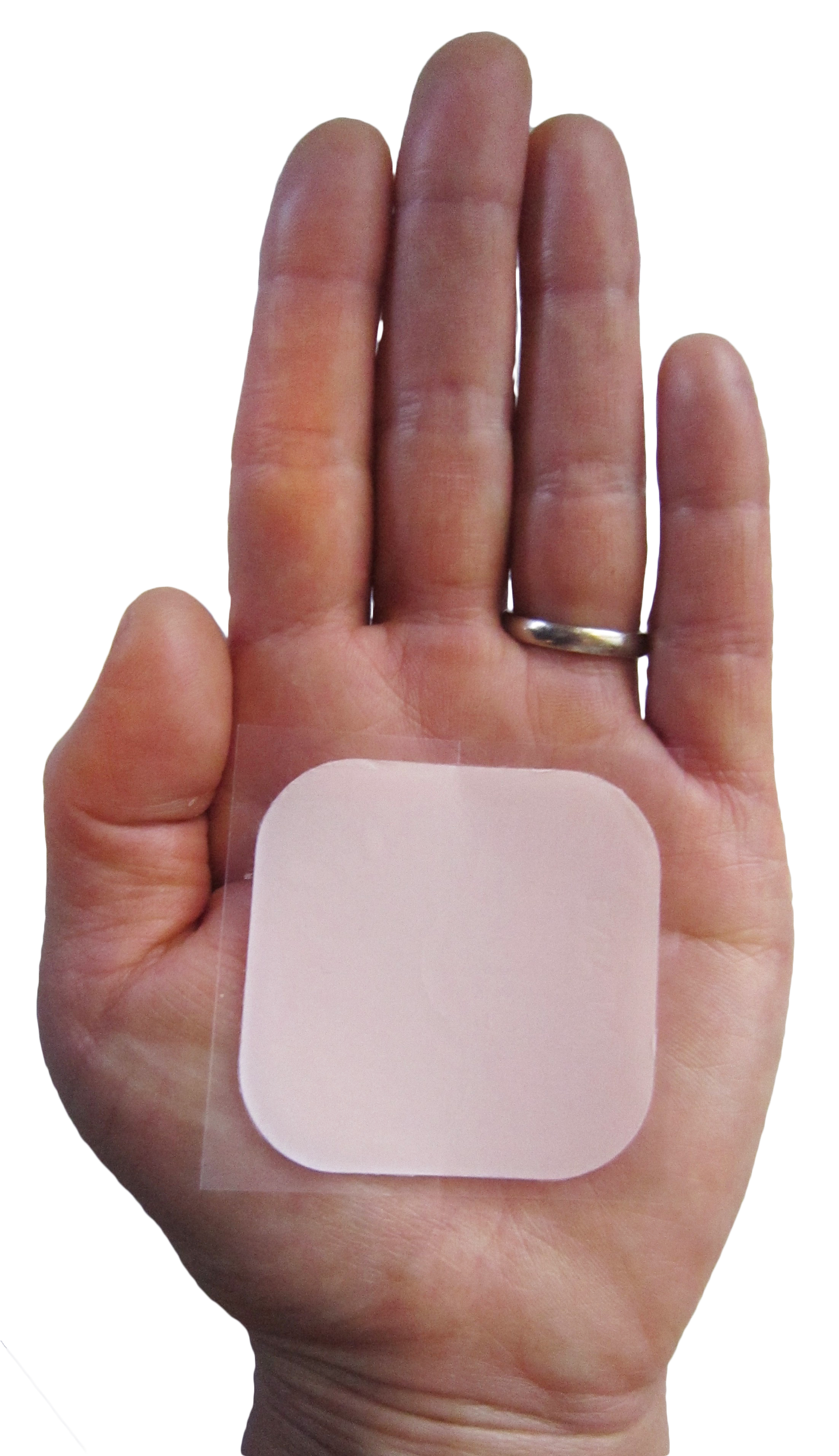
避孕貼片
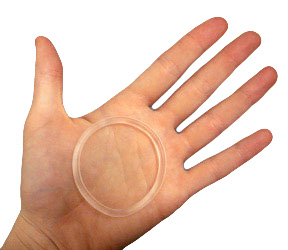
陰道環

### 屏障法
屏障避孕措施是利用物理性阻隔的方式預防精子進入子宮，以達到避孕的效果，種類包括男用保險套、女用保險套、子宮頸帽、避孕隔膜、以及含有殺精劑的避孕海綿。
全世界最普遍使用的避孕措施是保險套。男用保險套的使用方式是套在勃起的陰莖上，物理性的阻擋射出的精子進入性交對象的體內。現代的保險套的製作材料大多是乳膠（英語：latex），但也有保險套是利用其他材料製作而成，像是聚胺酯（英語：polyurethane）或是羊腸衣。另外也有女用保險套，最常使用的製作材料是nitrile、乳膠、和聚胺酯。男用保險套的優點是便宜、容易使用，和少有副作用。讓青少年容易取得保險套並不會改變開始發生性行為的年紀或發生性行為的頻率。在日本約80%的伴侶是使用保險套作為避孕的方式；在德國是約25%，而在美國則是18%使用保險套避孕。
在典型使用下，男用保險套的第一年失敗率為18%；避孕隔膜和殺精劑則為12%。在完美使用時，保險套的第一年失敗率為2%。相較於完美使用下第一年失敗率為6%的避孕隔膜，保險套的避孕效果更為有效。此外，保險套還有能防止性病傳播的優點（如愛滋病）。

避孕海綿是一層含有殺精劑的屏障。使用方法和避孕隔膜一樣，在性行為前置入陰道，並且要放置在子宮頸前方才能達到避孕的效果。典型使用下的第一年失敗率取決於女性是否有過陰道自然產，從未生產過的女性的第一年失敗率為12%，而生產過的女性則為24%。避孕海綿可以在性行為前最多24小時內置入陰道，並且需在性行為後留置在陰道中至少六小時。因為使用避孕海綿導致過敏反應和嚴重的副作用（像是中毒性休克症候群）皆曾被報導過。

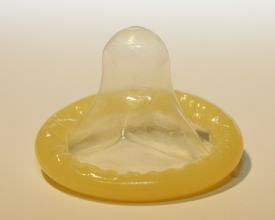
未展開的男性保險套
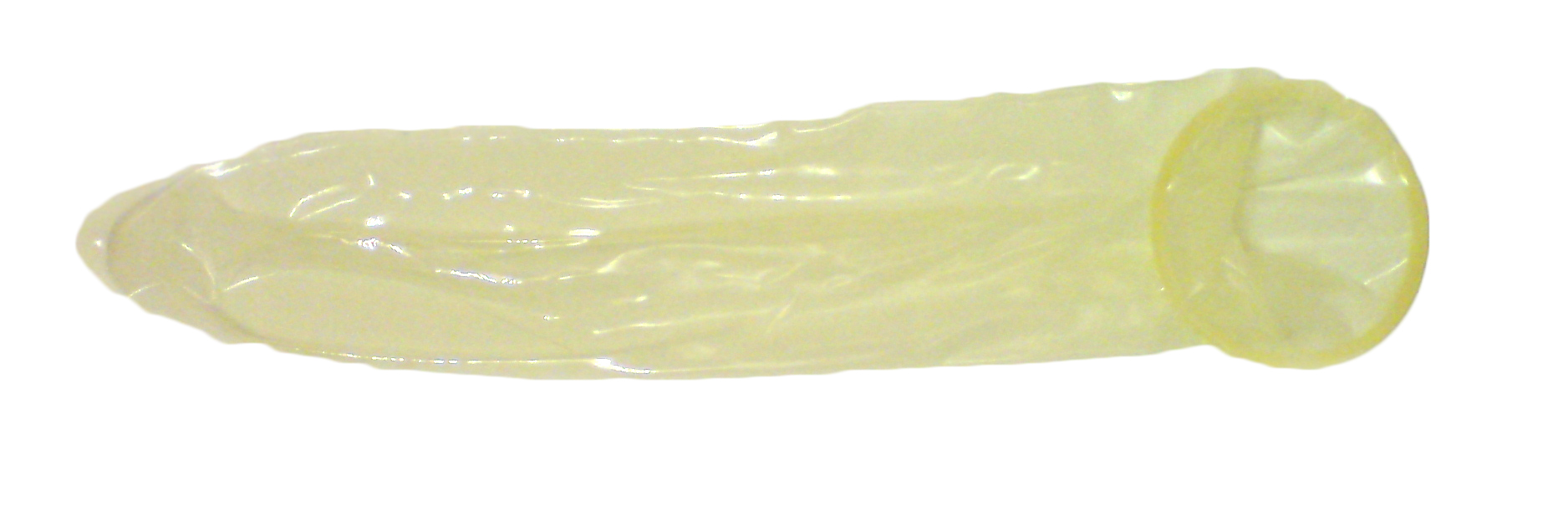
攤開後的乳膠男性保險套
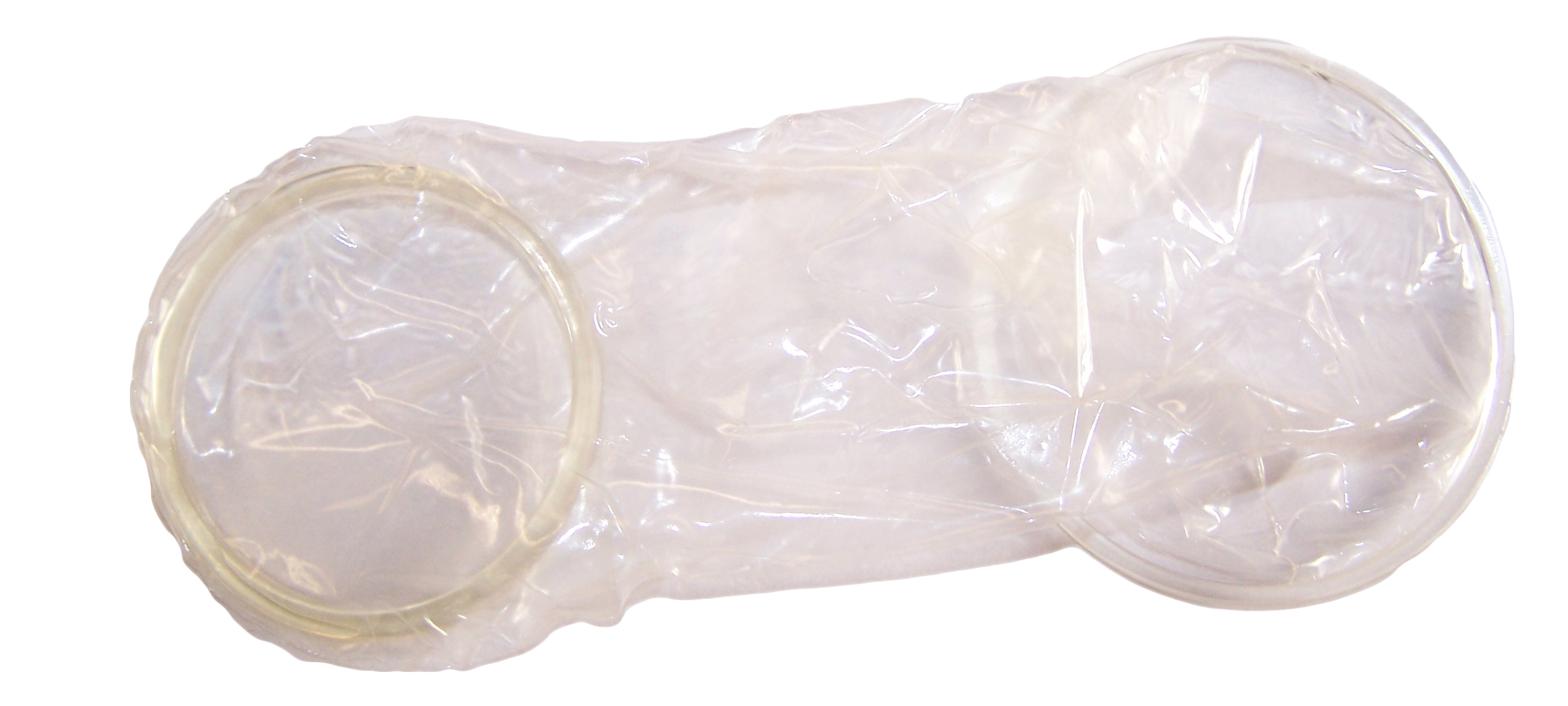
聚氨酯材質的女性用保險套
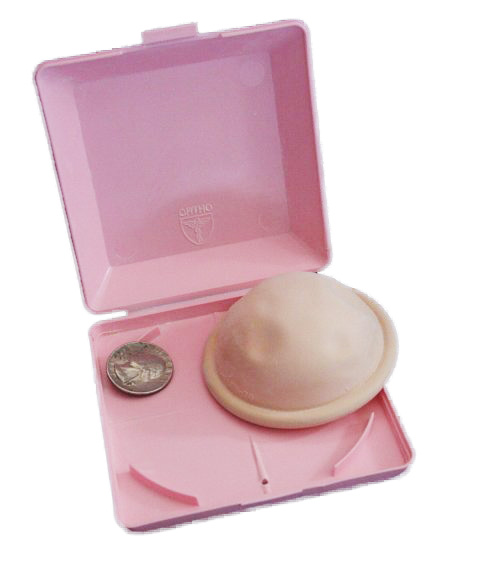
陰道子宮隔膜和25美分錢幣的比較
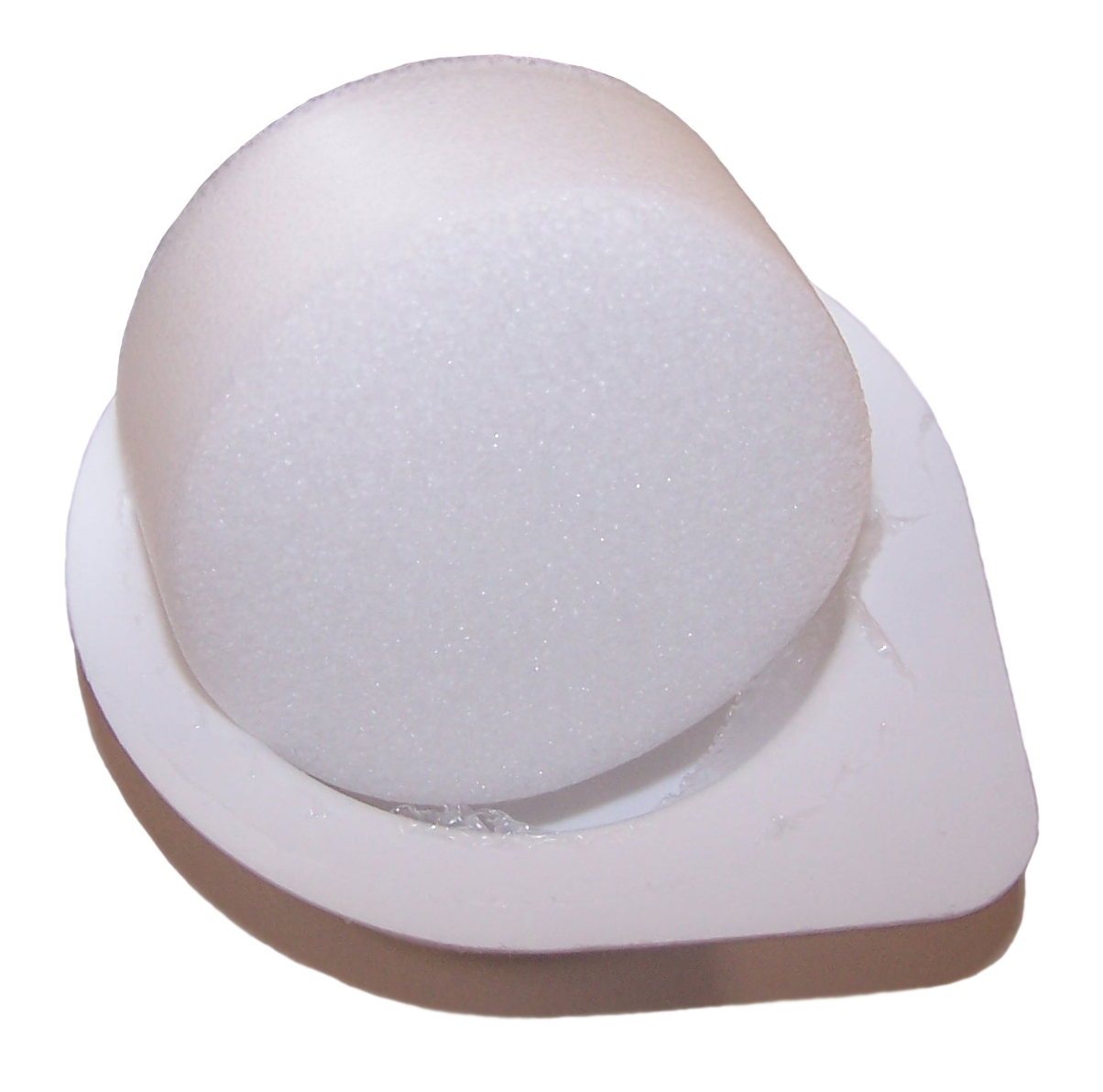
打開後的避孕海綿和包裝

### 子宮內避孕器

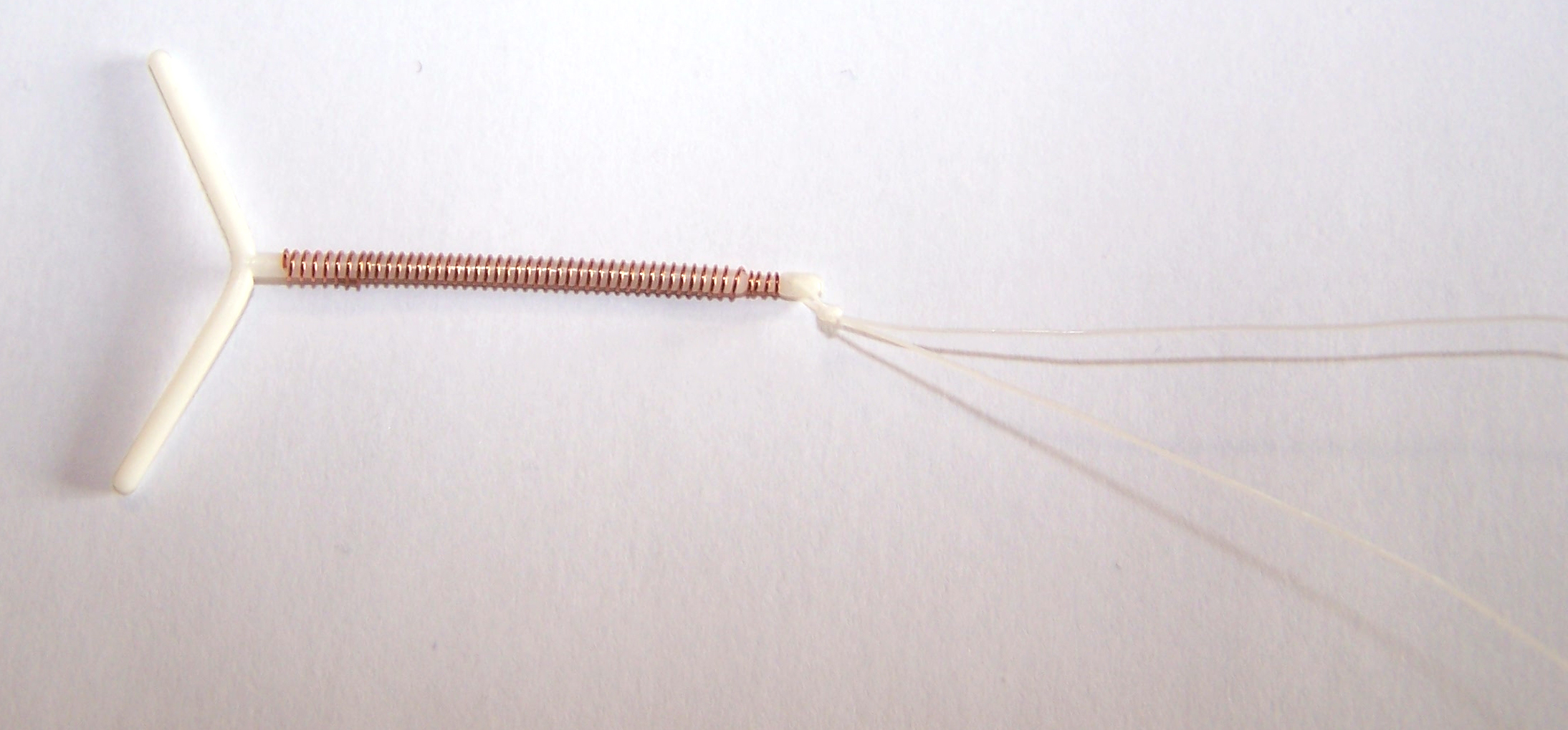
銅T子宮內避孕器

目前市場上的子宮內避孕器（IUD）皆為體積小、T型的裝置，使用方法為置入子宮內，通常含有銅或是人工合成黃體素（如levonorgestrel）的成分。子宮內避孕器屬於長效型可逆避孕措施的一種，而長效型可逆避孕措施在所有可逆型避孕方法中的避孕效果最好。銅T子宮內避孕器的第一年失敗率為0.8%，而黃體素子宮內避孕器則為0.2%。在所有的避孕方法中，子宮內避孕器和皮下植入避孕棒擁有最高的使用者滿意度。2007年中，可逆型避孕方法中使用率最高的就是子宮內避孕器，在全世界有一億八千萬的使用者。
對青少年以及已生育小孩或未生育小孩的女性而言，研究指出使用子宮內避孕器既安全，且能達到有效的避孕效果。子宮內避孕器不會對哺乳造成影響，並且可以在生產後立刻置入子宮。此外，子宮內避孕器也可以在墮胎後立刻置入。即使曾長期使用子宮內避孕器，在移除後也能立即恢復生育能力。
銅T子宮內避孕器容易造成使用的女性經血量過多，並讓經痛更為嚴重。而賀爾蒙子宮內避孕器則會減少經血量，甚至月經停止。舉例而言，在使用Mirena子宮內避孕器一年後，有20%的女性會發生月經停止的現象。使用NSAIDs類藥物可以使經痛獲得改善。其他潛在的副作用包括子宮內避孕器脫出子宮（2-5%），以及罕見的穿入子宮組織內（少於0.7%）。早期的子宮內避孕器達康盾會增加骨盆腔感染的風險。至於現階段的子宮內避孕器，若在置入前後沒有感染性病，骨盆腔感染的機率不會因置入子宮內避孕器而增加。

### 絕育
絕育手術包含女性的輸卵管結紮手術和男性的輸精管結紮手術。兩種手術並無長期併發症，且輸卵管結紮手術可以減少特定種類的卵巢癌的發生機會。就短期併發症而言，輸精管結紮手術的短期併發症比輸卵管阻斷術低了20倍。接受輸精管結紮手術後，可能會有陰囊腫脹和疼痛的症狀，大部分會在一到兩個禮拜後改善。而輸卵管結紮手術中，1-2%的手術會發生嚴重併發症，原因通常和麻醉相關。而兩種結紮手術皆無法預防性病的傳染。
一些接受過結紮手術的男性和女性的確可能會後悔。在超過30歲、接受過輸卵管結紮手術的女性中，有5%的女性後悔接受結紮手術。相較之下，小於30歲的女性在接受輸卵管結紮手術後，有20%感到後悔。相反的，小於5%的男性對於輸精管結紮手術的決定感到後悔。會後悔接受結紮手術的男性通常比較年輕、有年紀小的小孩或甚至沒有小孩，或者婚姻關係不穩定。在一個調查中，有9%的父母坦承，如果人生能重來一次，他們將不會選擇生育孩子。
大多數結紮手術並不可逆，但在特定輸卵管手術中，還是有可能透過輸卵管重建術重先連結切斷的輸卵管；或是透過輸精管重建術，重新連接切斷的輸精管。在想要接受輸卵管重建手術的女性中，手術原因通常和變換伴侶有關。輸卵管重建手術後的懷孕率約在 31%至88% 不等，但會增加 子宮外孕等併發症的機會。想要進行輸精管重建術的男性約佔2-6%，術後讓伴侶成功受孕的機率在38%至84%不等。若輸精管結紮術和重建術之間相隔的時間越長，術後讓伴侶成功受孕的機率則會越低。若希望在輸精管結紮術後生育小孩，另一種作法是透過取精術取得精子，再進行體外人工受精。

### 行為避孕法
計算性交的時間點讓精子和卵子無法相遇，或是改變性交的方式，避免讓精子進入女性生殖系統中，皆屬於行為避孕法。若正確使用行為避孕法，第一年失敗率約3.4%，但若無法正確使用，第一年失敗率可能高達85%。

#### 排卵期避孕法

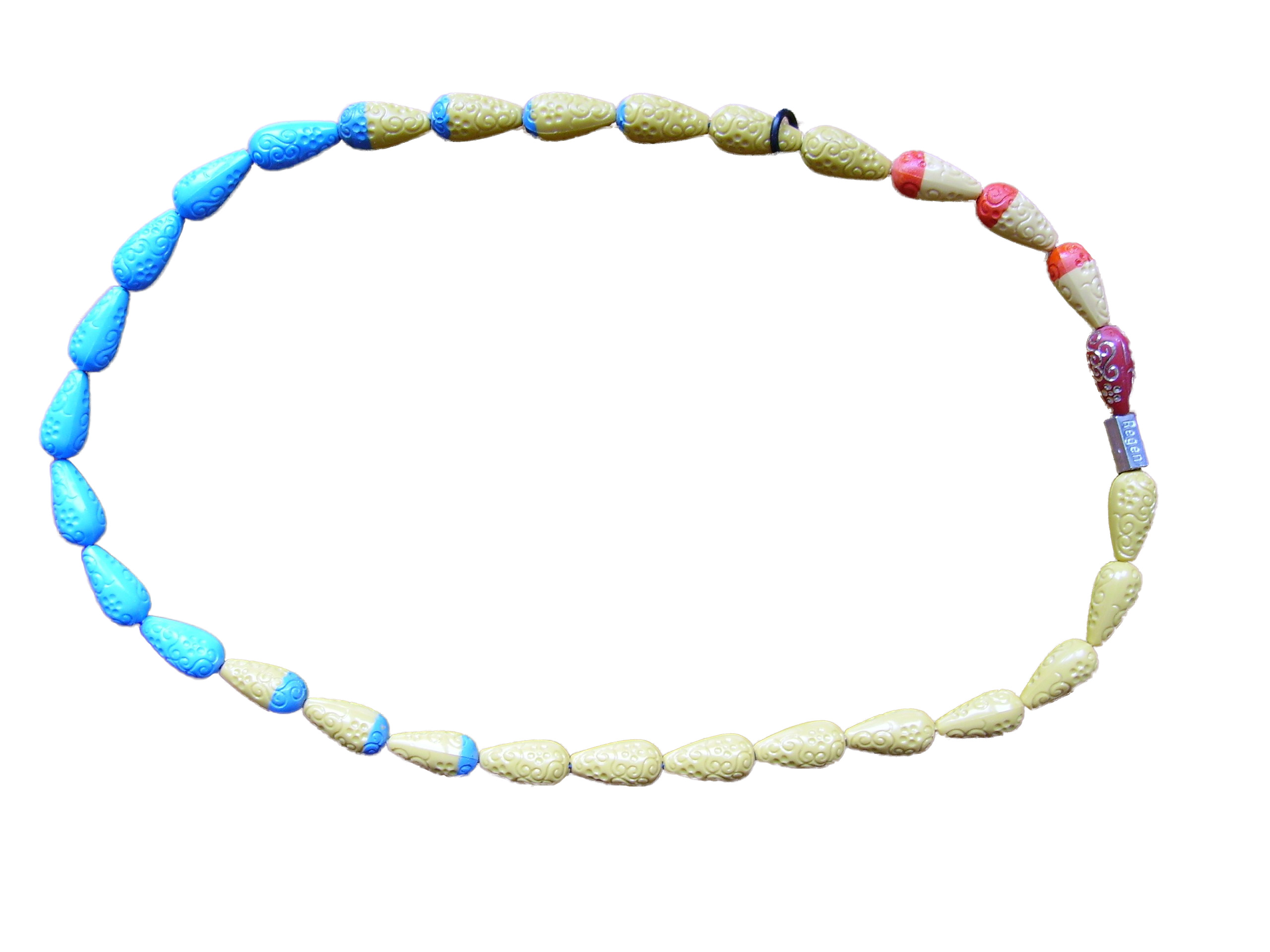
圖為CycleBeads，藉由婦女最後一次月經時間，來推測受孕期

排卵期避孕法是避開在生理週期中最容易受孕的日子進行無避孕措施的性行為，方法像是監控基礎體溫、子宮頸黏液、還有生理週期日子等等。當典型使用排卵期避孕法時，第一年失敗率為24%。若是完美使用排卵期避孕法，不同避孕法的第一年失敗率約在0.4%到5%之間。不過在排卵期避孕法的相關研究中，大部分受試人都提早終止使用排卵期避孕法，因此相關研究的統計數字的可信度很低。全世界使用排卵期避孕法的伴侶約有3.6%。若單純使用基礎體溫以及其他排卵相關徵狀作為避孕的依據，則稱為徵狀基礎體溫法。臨床研究指出，徵狀基礎體溫法的第一年失敗率約在小於2%到20%之間。

#### 體外射精法
體外射精法又稱之為性交中斷法，是在射精之前停止性交（拔出）的避孕法。這個避孕法最大的風險是男性可能無法正確的使用此方法，或是無法在正確的時間點拔出。第一年失敗率的範圍可以從完美使用的4%到典型使用的22%。對於一些醫療專業人員而言，體外射精法不屬於避孕的一種。
探討預射精液中的精子含量的相關研究很少。有些嘗試性的研究指出預射精液中不存在精子，但在一項研究中卻發現在27名自願受試者中，有10位受試者的預射精液中存在精子。約有3%的伴侶是使用體外射精法進行避孕。

#### 禁慾
雖然有些組織提倡完全禁慾，也就是禁止各種類型的性行為，但在避孕的定義下，禁慾是指不進行陰道性行為。禁慾可以百分之百有效的避免懷孕，但不是所有想要禁慾的人都會停止各式各樣的性行為。而在許多族群中，非自願性性行為則導致了相當高比例的懷孕。
單單只強調守貞（純潔教育）的性教育無法降低未成年懷孕的比例。相較於接受完整性教育的學生，只接受純潔教育的學生的懷孕率更高。有些專家建議，使用禁慾做為主要的避孕方式則須有備用的避孕方案（例如保險套或是事後避孕藥）。謹慎的進行不包含陰道性交的非插入式性行為或是口交，有時也被認為是一種避孕的方式。雖然這些方法通常能防止懷孕，股間性交或是其他陰莖接近陰道的性行為（例如性器磨擦、或是肛交後將陰莖拔出）還是可能會導致懷孕。這些行為會讓精子接近陰道口，透過陰道分泌的潤滑液游入陰道，因此仍有懷孕的風險。

#### 泌乳停經法
泌乳停經法是在產婦分娩後，利用母乳哺育的方式來延後排卵的時間。會有一段期間沒有月經。此方式適合於為新生兒及不到六個月的嬰兒哺乳情形。世界衛生組織表示若這段時間母乳是嬰兒唯一的營養來源，產後六個月的避孕失效率只有2%。有六個無控制組的，針對使用泌乳停經法避孕的研究，產後六個月都使用泌乳停經法，避孕失效率從0%到7.5%不等。
若繼續使用到產後一年，失效率為4-7%，若繼續使用到產後二年，失效率為13%。餵食配方奶、先將母奶擠出再用奶瓶餵小孩、使用奶嘴或是餵食固體副食品都會增加失效率。若是沒有哺乳的產婦，約在分娩後四週會恢復生育能力。

### 紧急避孕

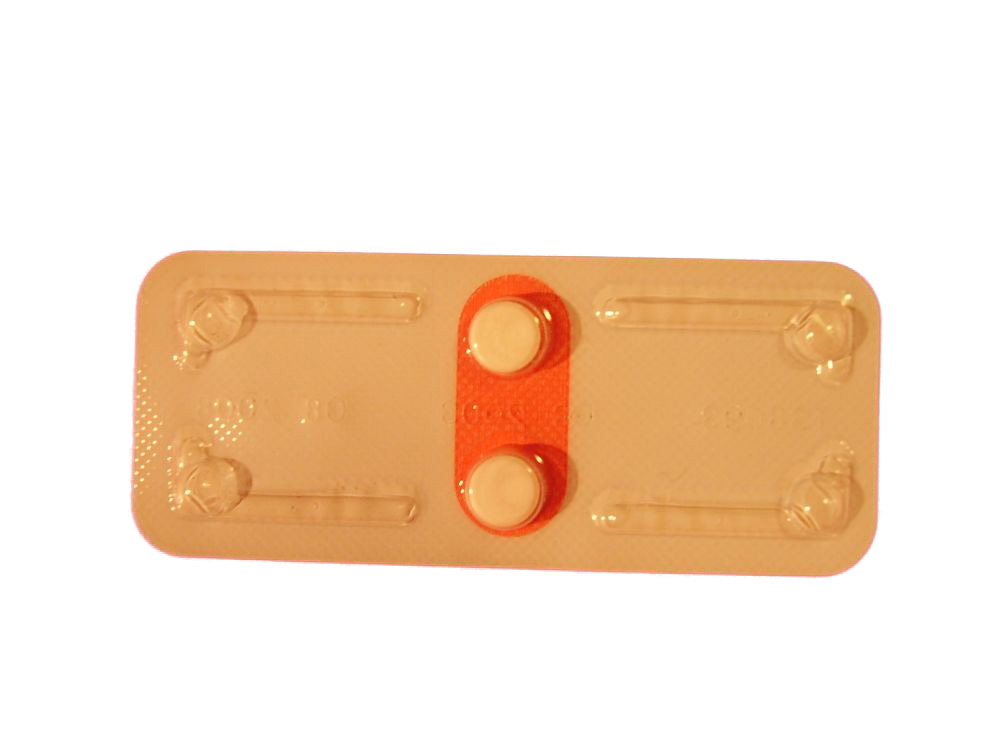
兩錠分割劑量的緊急避孕藥。

緊急避孕藥又稱事後丸（morning-after pills），乃對於事前未進行避孕的性行為進行的補救措施，可阻滯排卵或受精，但可能不會影響著床。此類藥物包含高劑量避孕藥、左炔诺孕酮、美服培酮、恩惜膜，以及宮內避孕器等等。左炔诺孕酮用於性行為後三天內，可以降低未避孕性行為及保險套破裂的受孕機率達70%，使受孕率降低到2.2%。恩惜膜則用於性行為後五天內，可降低約85%的受孕率，使受孕機率達到1.4%，效果可能比左炔诺孕酮好一些。美服培酮的效果也比左炔诺孕酮好，但避孕效果最佳的仍為銅製宮內避孕器。宮內避孕器於性行為後五天內使用，可降低99%的受孕率，是受孕率僅剩0.1-0.2%，為目前已知最有效的緊急避孕方式。對於超重或肥胖者，左炔诺孕酮的效果並不好，建議使用恩惜膜或宮內避孕器。
事先發放緊急避孕藥並不會影響性病傳播、保險套使用率、受孕率，以及從事危險性行為的比例，上述的所有方法副作用皆不大。

### 雙重避孕防護
雙重避孕防護指的是能夠同時防止性傳染病的傳播，並達到避孕目的的方法。正確使用保險套或是搭配其他避免性行為發生的方式，就能同時避孕並避免性傳染病的感染。
使用兩種以上的方式避孕，能提高避孕的成功率。使用抗痘藥物口服A酸的患者，由於A酸有極高機率會導致先天畸形，也需要使用兩種藥物來進行避孕。

## 生育控制的影響

### 對公衛系統的影響

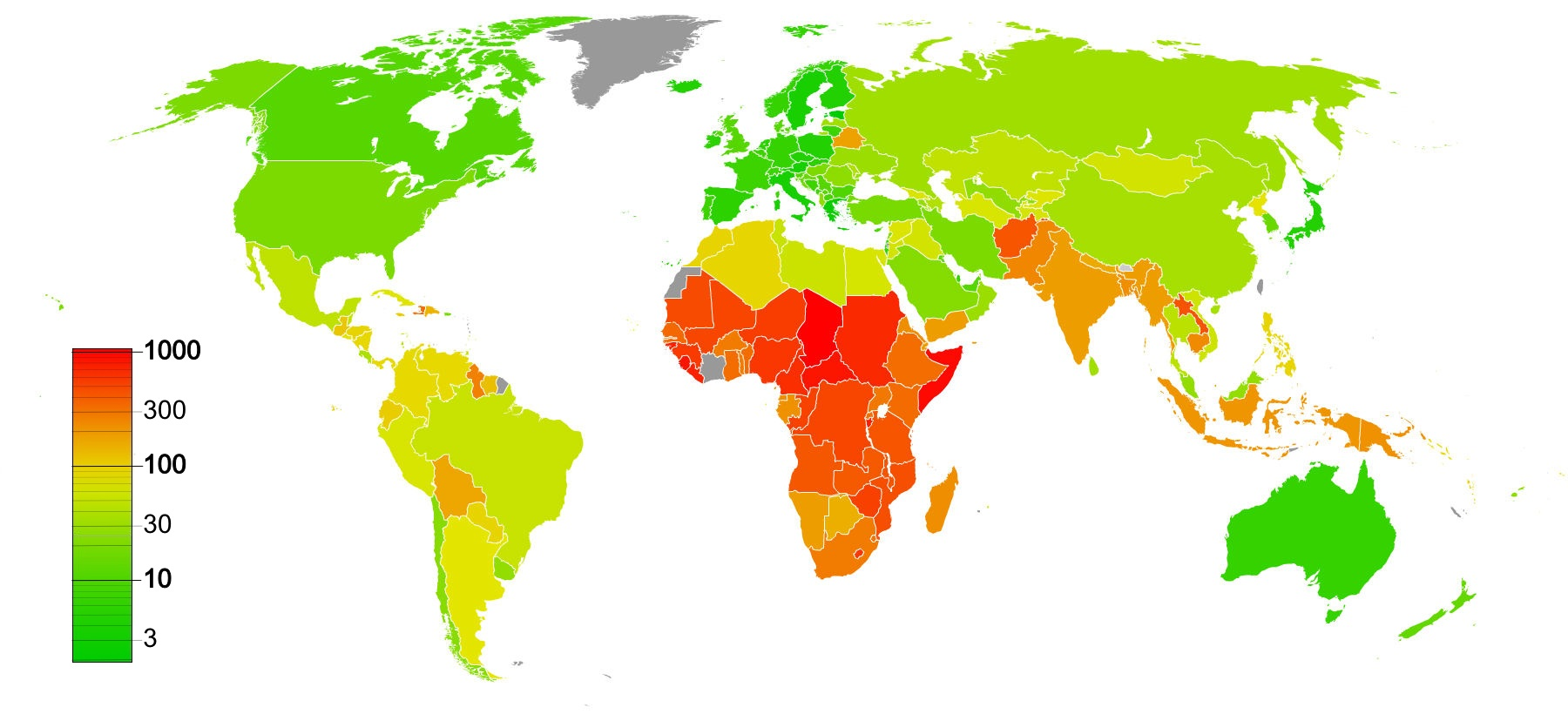
2010年產婦死亡率

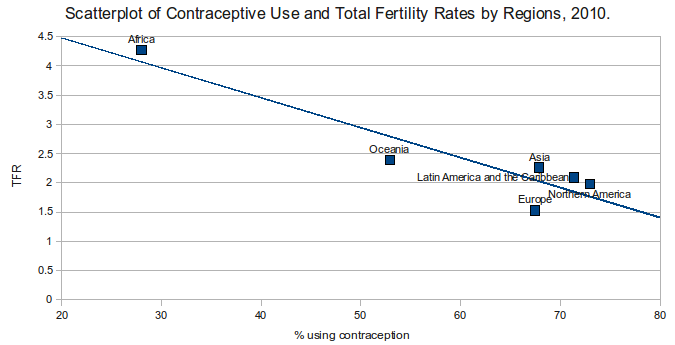
各區域生育控制和懷孕比例

生育控制政策在開發中國家，預估能夠減少40%的孕婦死亡（2008年能減少將近270,000例死亡），如果全面推行生育控制，將可避免 70%的孕婦死亡。藉由防止非計畫性的懷孕，也間接降低高危險墮胎和高風險懷孕的可能。
藉由延長每次懷孕的間隔時間，生育控制能讓父母有更多時間照顧幼兒，增加了幼兒的生存率。在開發中國家，如果母親在生產18個月內又再度懷孕，往往會疏於照顧前一次懷孕所生下的孩童。但對於曾經歷流產，已經做好準備再度懷孕的婦女，並不需要延遲下一次懷孕的時間點。
對於年紀極輕的青少年，過早懷孕的話，早產、胎兒體重下降、死產的比率都將大幅上升。在美國，82%的15到19歲青少女懷孕個案屬非預期懷孕。良好的性教育和採取生育控制是減少青少年懷孕的有效方法。

### 對世界經濟的影響

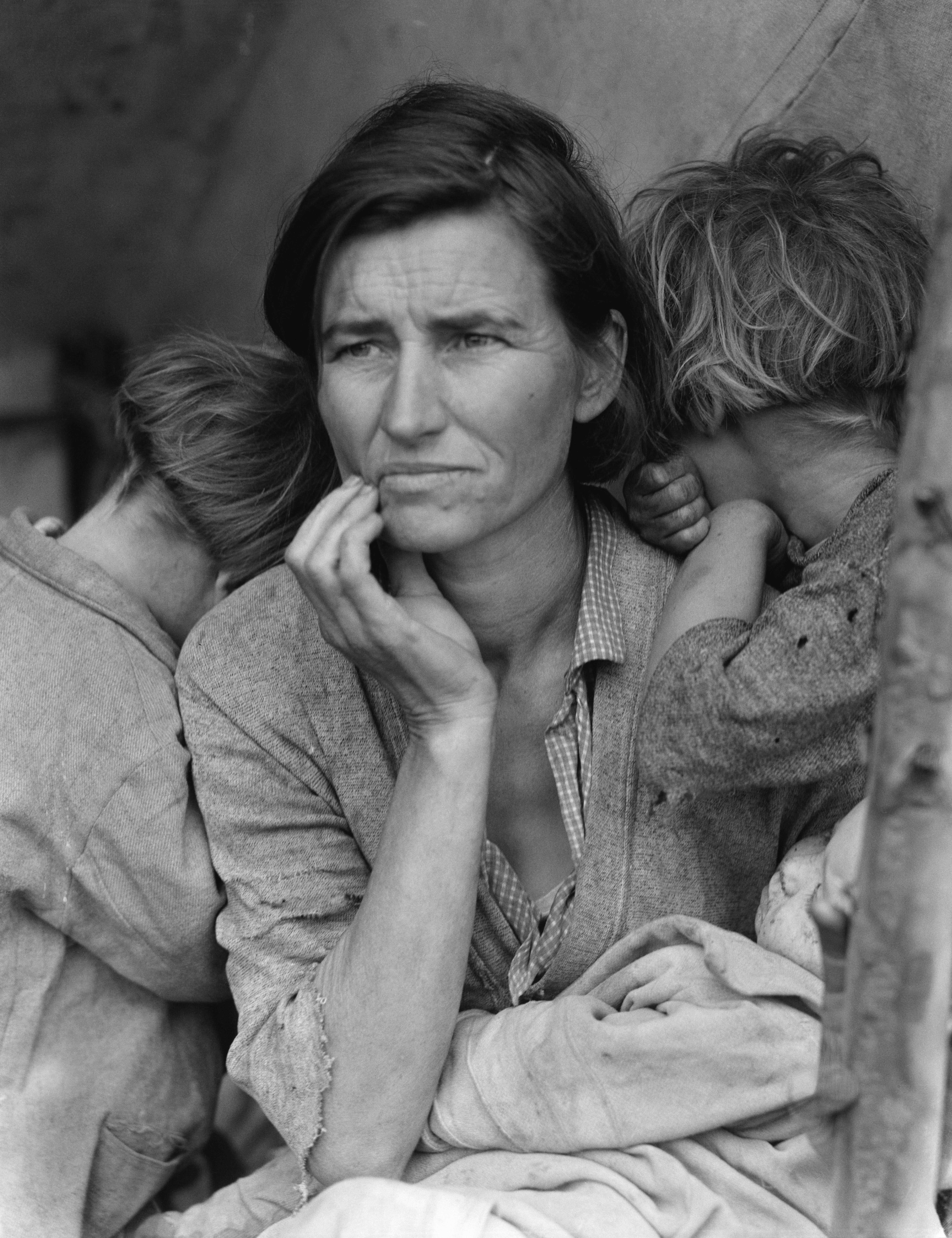
大萧条时期美国加州一位少妇，32岁已拥有七个孩子

在開發中國家，生育控制由於能減少婦女照顧小孩的時間，婦女能進入就業市場，因此能增加經濟成長。正確地生育控制，能增加女性的收入、資產、BMI，也能增加孩子的就學率和BMI。藉由現代化的生育控制實施家庭計畫，是相當符合成本效益的公衛政策。
聯合國統計，每投入生育控制計畫一元，將能有2到6倍的回收。這些經費的節省來自有效避免非計畫性懷孕，並減少性傳染病的傳播。所有的生育控制手法都具成本效益。而使用銅T則是最節省的作法。

2012年在美國，由懷孕、自然生產到照顧新生兒的醫療支出大約是21,000美金(如果藉由剖腹手術生產則為31,000美金)美國以外的其他國家，整體花費大約只有一半。對一個2011年誕生於一般美國家庭的孩童，以扶養十七年計算，總共需支出235,000美金。

2015年各國家平均每個家庭的孩童數
7–8
6–7
5–6
4–5
3–4
2–3
1–2
0–1

| 7–8 6–7 5–6 4–5 | 3–4 2–3 1–2 0–1 |

### 對人口結構的影響
中國很早就體認到人口的壓力。清末薛福成曾经宣扬中国存在人口绝对过剩的论调，“昔居一人之庐舍，而今居二十人”。1922年山額夫人（Mrs. Margaret Sanger）應中國北京大學之請，講〈產兒限制的什麼與怎樣〉，由胡適之翻譯。1957年6月，在第一届全国人民代表大会第四次会议上，马寅初提出了他的《新人口理论》。根据对50年代早期的人口发展趋势的统计，他判断高速人口增长不利于将来中国的发展。因此，他建议政府控制生育率。
在高生育率國家中，強制實行生育控制，並將大部分生育控制的責任加諸在女性身上時，對於女性的健康造成一定的負擔，這對女性不公平和歧視，尤其是在強制墮胎的問題上。又由於傳統社會多喜生子不生女，造成人口性別不均，導致男多女少的情況出現（特別是中國農村地區和韩国等地的情況尤為嚴重）。相反，在低生育率國家中（如日本、新加坡及一些北歐國家），則鼓勵生育。

## 歷史上的生育控制

### 歷史早期生育控制法

#### 古印度古埃及
3000年前，古印度和古埃及的人使用鳄鱼、大象的粪便作为避孕药的配方。

#### 古中国
4000多年前的古中国，女性喝的茶中和吃的食物中添加少许水银，用来避孕。现代科学研究证明，大剂量水银可以使人致死。小剂量可以毒杀胎儿。水银可以导致女性月经失调、大脑损伤、肾功能衰竭以及不孕症等。
明朝归有光《先妣事略》記載其母何氏為“多子苦”，喝了民间避孕偏方，“以杯水盛二螺”，最後“喑哑”。不久去世。

#### 古南洋
古代南洋苏门答腊岛上的人，使用鸦片来避孕。这种方法已经失传，不可考证。

#### 中世纪的欧洲
中世纪的欧洲人，使用骡子耳屎、黄鼠狼睾丸、黑猫骨头混在一起放置在小袋子里当做护身符，在行房时绑在腿上，用来避孕。现代科学研究证明，这种方法无效，只能起到心理安慰作用。

### 近代生育控制法
避孕措施包括屏障法、賀爾蒙類避孕措施、子宮內避孕器、結紮、以及性行為控制法。這些措施是在性行為之前或性行為當中使用，而事後避孕措施則在性行為後數天仍有避孕效果。避孕成效的定義是使用該避孕方法後的第一年懷孕率。有時候也反應成功率很高的避孕方法的終身失敗率，像是結紮手術。
- 抑制排卵藥物：包括混合型（含動情素和黃體素）、黃體素、注射型、皮下植入型。這類藥品可能會引起新陳代謝異常、月經不規則、甚至停用後無月經或不孕等副作用，時效最久的是皮下植入型，效果約可達3-5年，缺點是終止時必需動小手術取出植入的膠囊。部分藥物對有心血管疾病史的人會產生更明顯的副作用，選用藥物應經過醫生指示。
- 宮內節育器：常見的宮內節育器包括「樂普」、「銅T」、「銅7」。在子宮內置入避孕器可以干擾受精卵著床，使用銅製的子宮內避孕器，其銅離子會影響精子的活動力，提高避孕的效果，但是這類的避孕器可能會造成細菌感染，月經量增加，平均約五年更換一次，使用時應請教合格的相關醫師。
- 屏障物：保險套
- 絕育法：女性輸卵管結紮術，男性輸精管結紮術。
- 緊急避孕：在性交後72小時內服用含高劑量的動情素和黃體素藥物，改變子宮內環境，使受精卵不易著床，這類藥品又稱作事後丸，包括RU-486。
- 人工流產：大致可分為藥物和手術兩種，但是部分宗教和社會觀念不認為人工流產是生育控制的方法之一。
- 男用口服避孕药：目前还没有商业化。有一些口服避孕药正在開發中。

## 社會與文化

### 宗教觀點
各宗教對於避孕的觀點差異很大。天主教會基本上只接受自然計劃生育，也就是用配合女性的月經，只在不會受孕的時間進行性行為的避孕方式，不接受包括保險套在內的其他人工避孕方式，不過許多開發中國家的天主教教會接受及使用現代的避孕方式。基督教新教的觀點依宗派而不同，從完全不接受人工避孕方式（Quiverfull宗派）到接受所有的避孕方式，不過有關受精後中止懷孕的部份，因為威脅生命，仍有相當爭議。猶太教的觀點也隨教派有差異，猶太教正統派的限制較多，猶太教改革派就沒有那麼多限制。印度教用自然及人工的避孕方式。佛教的常見觀點是接受避免受精卵產生的避孕方式，但是不接受受精後中止懷孕的避孕方式。伊斯蘭教中，若避孕本身不會威脅生命，是可被允許的，不過多半是不鼓勵。古蘭經沒有針對避孕的道德層面有直接具體的說明，不過有內容鼓勵多多生育子女，其中也提到先知穆罕默德"結婚而且生育"。

### 聯合國世界避孕日
為了讓大眾提高避孕意識、促進性教育及生殖健康教育，因此將9月26日定為世界避孕日，其願景是「一個所有懷孕都是被期待的世界。」有許多的國際組織支持此一活動，包括：亚太避孕理事会（Asian Pacific Council on Contraception）、拉丁美洲衛生和婦女中心（Centro Latinamericano Salud y Mujer）、歐洲避孕及生殖健康協會（European Society of Contraception and Reproductive Health）、德国世界人口基金会、國際兒童及青春期婦科聯合會（International Federation of Pediatric and Adolescent Gynecology） 、国际计划生育联合会、玛丽斯特普国际组织、国际人口服务组织、人口理事会、美国国际开发署（USAID）、Women Deliver。

### 誤解
關於性行為以及懷孕，有一些常見的誤解。性交之後再進行陰道灌注沖洗，無法有效節育。此外，陰道灌注沖洗會造成一些健康問題，因此不推薦使用。許多婦女會在第一次性交後懷孕，而且與採用的性姿勢無關。雖然在月經來潮時懷孕的機率很低。但仍有可能懷孕。

## 未來研究方向

### 女性
接近一半使用避孕措施的婦女意外懷孕， 因此現行避孕方法需要改進。目前改良已有避孕措施的研究包括：改良的女性保險套、改良的避孕隔膜、僅含黃體素的口服避孕藥，以及含有效力更久的黃體酮之陰道避孕環。上述之陰道避孕環在部分國家被應用，有效期為三至四個月。對於性生活較少的女性，在即將發生性行為前服用左炔諾孕酮來避孕更為實際。
另有進行針對子宮頸做避孕措施的研究。 譬如把奎納克林放進子宮刺激疤痕生長導致不孕。雖然這避孕措施優勢是低成本和不需要外科手術技能，但有長期使用帶來副作用的顧慮。聚多卡醇的作用跟奎納克林相同。在2002 年，美國通過使用Essure 體內避孕器，在輸卵管裡擴張，堵塞輸卵管。

### 男性
男性生育控制的方式包括保險套、輸精管切除術及體外排精法等。若可以用荷爾蒙法進行避孕，有進行性行為的男性中，有25%至75%人會考慮用荷爾蒙法避孕。有一些配合荷爾蒙及不用荷爾蒙的避孕方式正在進行臨床實驗，也有一些研究在評估免疫避孕的可行性。
有一種正在研究中的可逆避孕手術為RISUG，其作法是注射聚合物凝膠、苯乙烯馬來酸酐及二甲基亞碸到輸精管中。會注射碳酸氫鈉到輸精管中，將精子沖去，維持輸精管無精子狀態。另外一種方式也是輸精管閉塞避孕，會將聚氨酯注射到輸精管，以阻擋精子的游動。合併雄激素及黄体制剂的避孕法正在研究中，选择性雄激素受体调节剂的避孕法也正在研究。超音波及加熱睪丸的避孕法正在進行前期研究。

## 其他動物
針對家中飼養的動物，會用絕育（Neutering）的方式進行生育控制，也就是移除其部份的生殖器官。許多動物收容所在動物收养协议中會要求此一程序。若是大型動物，此一程序則稱為閹割。
在控制野生動物的過度繁殖時，也會用生育控制作為獵捕以外的替代方案。許多不同的動物都可以用避孕疫苗的方式進行避孕。肯亞飼養山羊的人會在公山羊腰間穿上一種稱為olor，類似裙子的物品，避免公山羊讓母山羊受孕。